# Jean Carlos Sánchez
Jean Carlos Sánchez Rose (La Chorrera, Panamá. Nació el 13 de agosto de 1999) es un futbolista panameño. Juega como defensa. Actualmente milita en el Puntarenas FC de la Primera División de Costa Rica, cedido por el  CD Universitario.

## Trayectoria

### San Francisco F. C.
Formado en las inferiores del San Francisco de La Chorrera, debutó con el equipo mayor el 25 de marzo de 2019 en el Derbi Chorrerano. Anotó su primer gol en Jornada 1 del Torneo Apertura 2019 contra el equipo del Tauro FC.

### C. D. Universitario
El 8 de junio de 2023 se anunció su incorporación al club como agente libre. Como refuerzo para el Torneo Clausura 2023 y la Copa Centroamericana de Concacaf 2023.

### Puntarenas FC
el 14 de diciembre de 2023 fue anunciado su cesión al Puntarenas FC.

## Estadísticas
Actualizado al último partido disputado el 1 de noviembre de 2023.
| Club                   | Div              | Temporada        | Liga  | Liga  | Copa Nacional | Copa Nacional | Copa Internacional | Copa Internacional | Total | Total | Prom. · |
| Club                   | Div              | Temporada        | Part. | Goles | Part.         | Goles         | Part.              | Goles              | Part. | Goles | Prom. · |
| ---------------------- | ---------------- | ---------------- | ----- | ----- | ------------- | ------------- | ------------------ | ------------------ | ----- | ----- | ------- |
| San Francisco · Panamá | 1.ª              | 2018-19          | 7     | 0     | 2             | 0             | -                  | -                  | 9     | 0     | 0,00    |
| San Francisco · Panamá | 1.ª              | 2019-II          | 7     | 1     | -             | -             | 1                  | 0                  | 8     | 1     | 0,13    |
| San Francisco · Panamá | 1.ª              | 20               | 13    | 1     | -             | -             | 1                  | 0                  | 14    | 1     | 0,07    |
| San Francisco · Panamá | 1.ª              | 2021             | 27    | 1     | -             | -             | -                  | -                  | 27    | 1     | 0,04    |
| San Francisco · Panamá | 1.ª              | 2022             | 30    | 1     | -             | -             | -                  | -                  | 30    | 1     | 0,03    |
| San Francisco · Panamá | 1.ª              | 2023-I           | 11    | 0     | -             | -             | -                  | -                  | 11    | 0     | 0,00    |
| San Francisco · Panamá | Total            | Total            | 95    | 4     | 2             | 0             | 2                  | 0                  | 99    | 4     | 0,04    |
| Universitario · Panamá | 1.ª              | 2023-II          | 16    | 0     | -             | -             | 3                  | 2                  | 19    | 2     | 0,00    |
| Universitario · Panamá | Total            | Total            | 16    | 0     | 0             | 0             | 3                  | 2                  | 19    | 2     | 0,10    |
| Total de carrera       | Total de carrera | Total de carrera | 11    | 4     | 2             | 0             | 5                  | 2                  | 118   | 6     | 0,05    |